# Таурів
Та́урів — село в Україні, у Козлівській селищній громаді Тернопільського району Тернопільської області. Розташоване на Безіменному потоці, в центрі району. Адміністративний центр колишньої Таурівської сільської ради.(до 2015 року)
Від вересня 2015 року ввійшло у склад Козлівської селищної громади.
Біля Таурова є Спортивний комплекс «Купина».
Населення — 966 осіб (2015).

## Історія
Перша писемна згадка — 1465 як Таворів. У податковому документі за 1564 село значиться під назвою Таборів.
Про село є згадка в документі від 22 березня 1599 року, де львівський римо-католицький архієпископ Ян Димітр Соліковський віддає село в довічне користування Йосифові Дорожинському.
За переказами колишнє село було на лівому березі річки Стрипи. Однак після нападу татаро-монголів вони переселилися на правий берег. Під час нападів вони тікали в урочище. І коли їх запитували, «куди ви йдете?», то жителі відповідали «та у рів». Так і виникла назва поселення, а згодом і села.
Друга версія стверджує, що в часи татарських набігів один із татар на ім'я Тавро залишився та поселився в урочищі під горою. Ця околиця села так і називається — Велика Гора.
За третьою версією, колись на сучасній території села було пасовище, на якому випасали коней. На ногах коней були випечені клейма — тавра. Від цього нібито походить назва села Таврів. Проте дана версія є найменш достовірною.
У 1880 році внаслідок пожежі згоріли дерев'яна церква і близько 70 помешкань.
За іншою інформацією пожежа відбулася 27 серпня 1905 року. В селі згоріли парафіяльний будинок, церква, дзвіниця і 80 селянських загород.
Діяли «Просвіта», «Сокіл» та інші товариства.
12 червня 2020 року, відповідно до розпорядження Кабінету Міністрів України № 724-р «Про визначення адміністративних центрів та затвердження територій територіальних громад Тернопільської області» увійшло до складу Козлівської селищної громади.
19 липня 2020 року, в результаті адміністративно-територіальної реформи та ліквідації Козівського району, село увійшло до складу Тернопільського району.

## Населення
За даними перепису населення 2001 року мовний склад населення села був таким:
| Мова       | Число осіб | Відсоток |
| ---------- | ---------- | -------- |
| українська |            | 99,81    |
| російська  |            | 0,19     |

Місцева говірка належить до наддністрянського говору південно-західного наріччя української мови.

## Пам'ятки
Є церква Зіслання Святого Духа (1907, мурована, УГКЦ).
Споруджено пам'ятник воїнам-односельцям, полеглим під час німецько-радянської війни (1967), братську могилу 50 воїнів ЧА, які загинули у березні 1944 (1975), поховані у братській могилі.
Встановлений пам'ятний хрест на честь скасування панщини.
Скульптура Матері Божої
Щойновиявлена пам'ятка монументального мистецтва. Розташована при в'їзді в село.
Встановлена ХІХ ст.

## Соціальна сфера, спорт
Працюють ЗОШ 1-2 ступ. , ДНЗ «Вишиванка», Будинок культури, бібліотека, ФАП, відділення зв'язку. У Таурові діє футбольний клуб ФК «Таурів».

## Відомі люди

### Народилися
- історик Я. Хома
- науковець І. Осів
- політичний діяч Свідзинський Михайло
- Родина Корбак

## Галерея

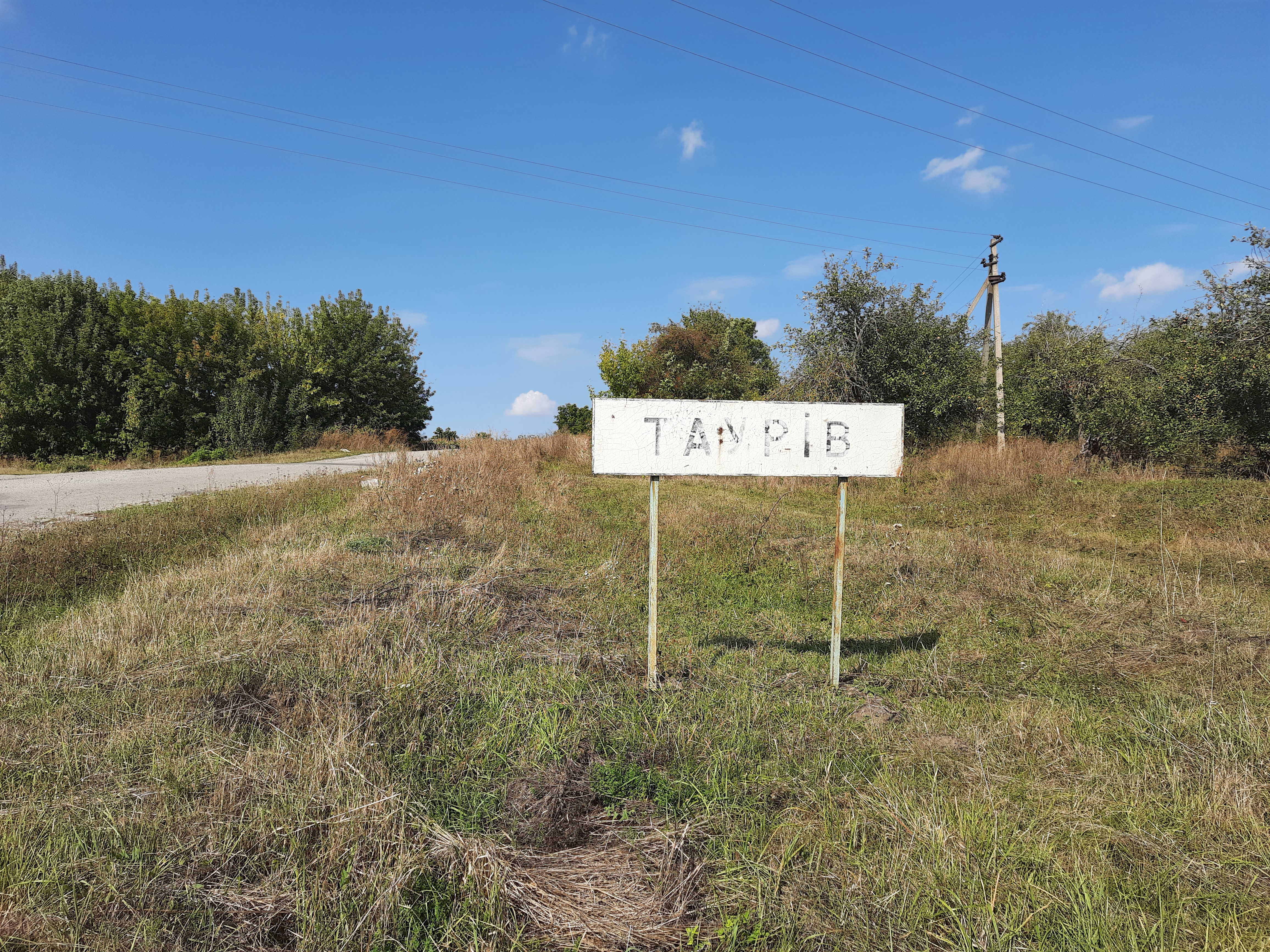
В'їзд у село
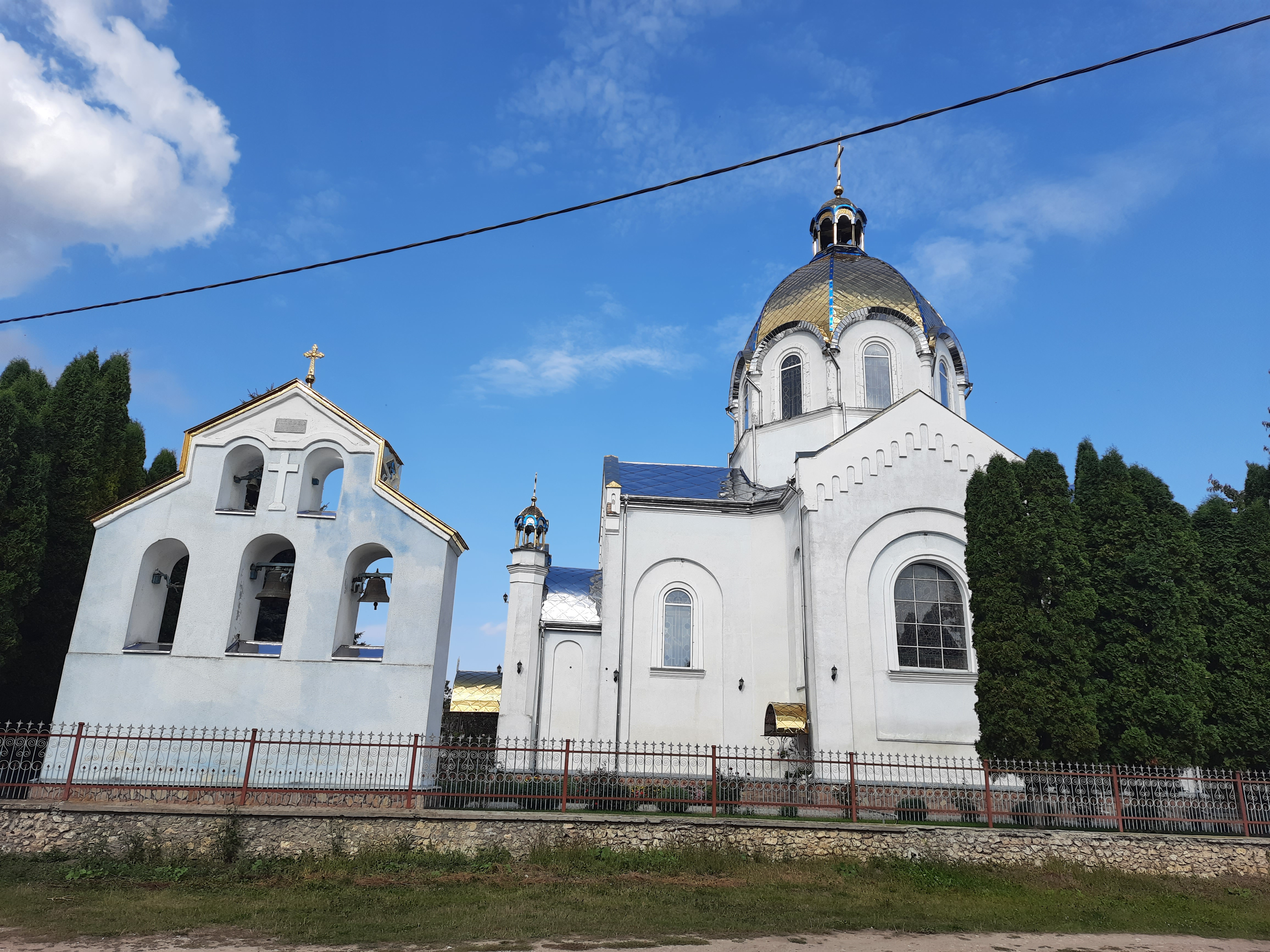
Церква Зіслання Святого Духа (1907)
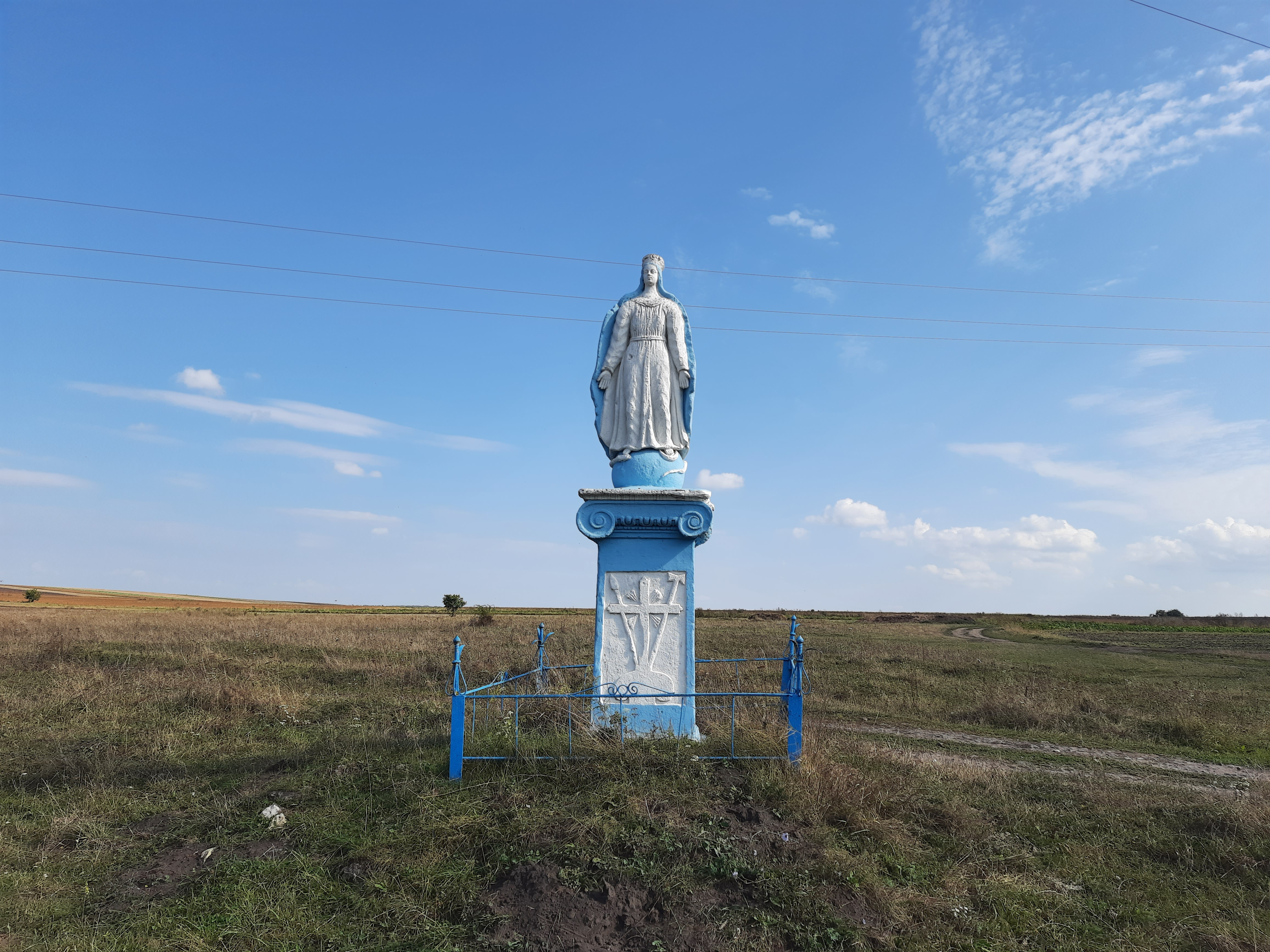
Скульптура Матері Божої 19ст
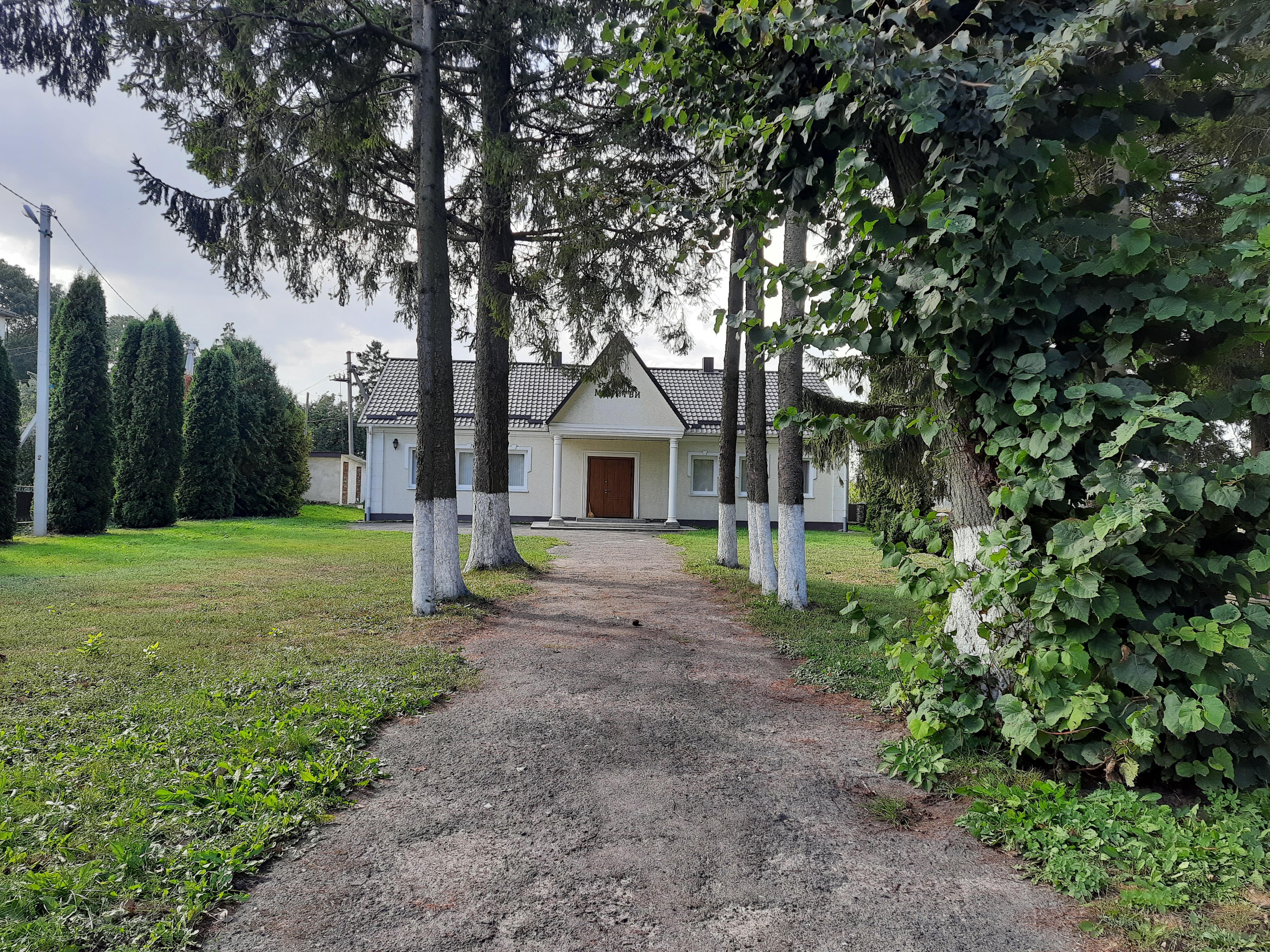
Дім молитви
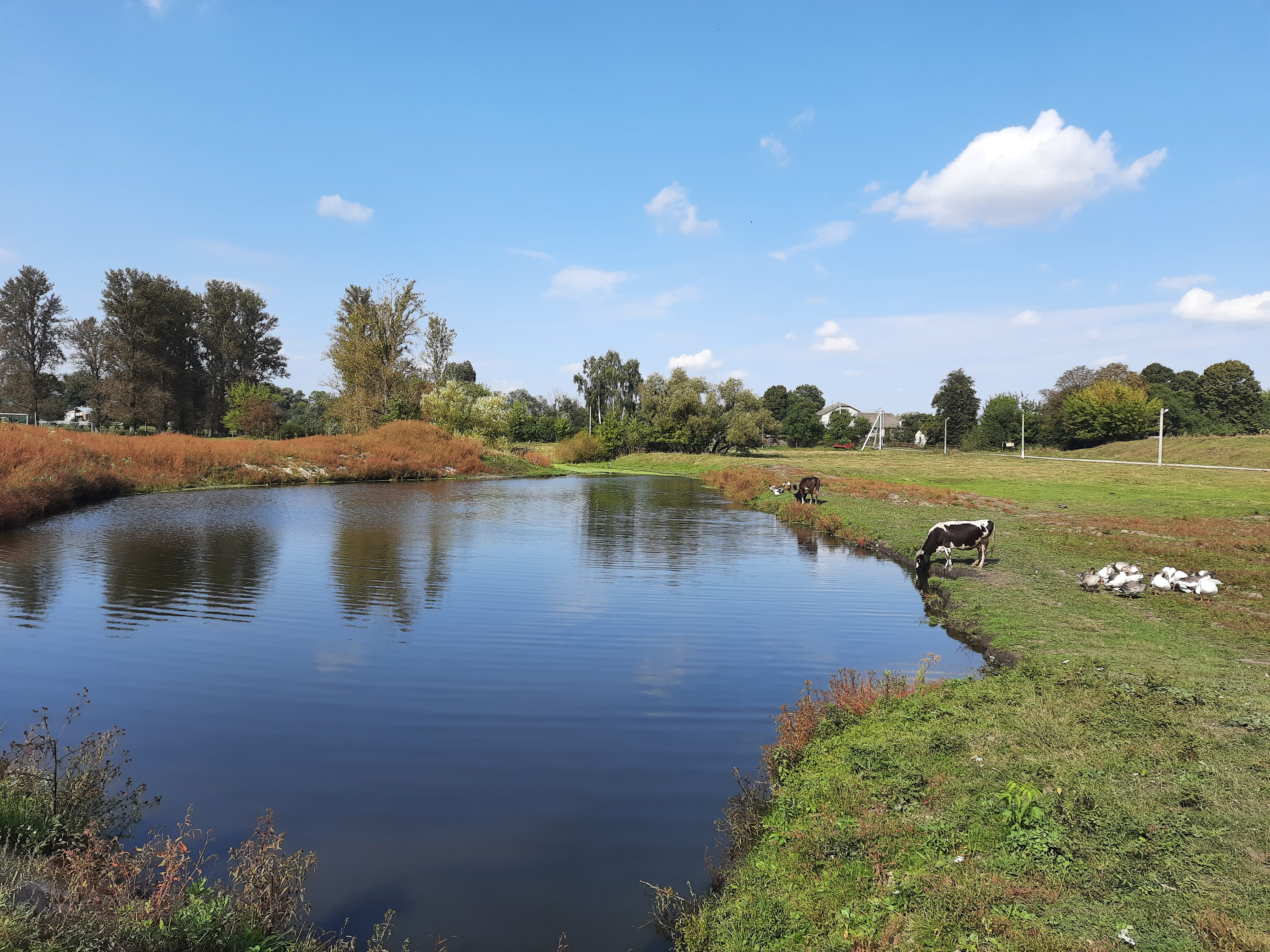
Ставок біля села